# Sander Visser
Sander Visser (Eemnes, 4 mei 1999) is een Nederlandse handbalspeler die sinds 2020 uitkomt in de Duitse Bundesliga voor HSG Nordhorn-Lingen.

## Biografie
Visser speelde in Nederland bij SDS '99, E&O en bij Volendam. Met de laatste club nam hij deel aan de EHF Cup. In 2020 verruilde Visser Volendam voor HSG Nordhorn Lingen. Visser debuteerde voor het Nederlands handbalteam op 8 januari 2019 tegen Slowakije.
Hij heeft 47 jeugdinterlands en 9 A-interlands bij het Nederlands team gespeeld.In oktober 2022 scheurde hij zijn kruisband en valt hij een jaar uit. Na 404 dagen afwezigheid heeft Sander zijn rentree gemaakt binnen de lijnen.  (https://www.emsvechtewelle.de/hsg-spieler-sander-visser-faellt-ein-dreivierteljahr-verletzt-aus/)